# Miles Coverdale

Miles Coverdale

Miles Coverdale (auch Myles Coverdale; * um 1488 in Coverham, Grafschaft York; † 20. Januar 1569 in London) war ein englischer Bibelübersetzer und Bischof von Exeter.

## Leben

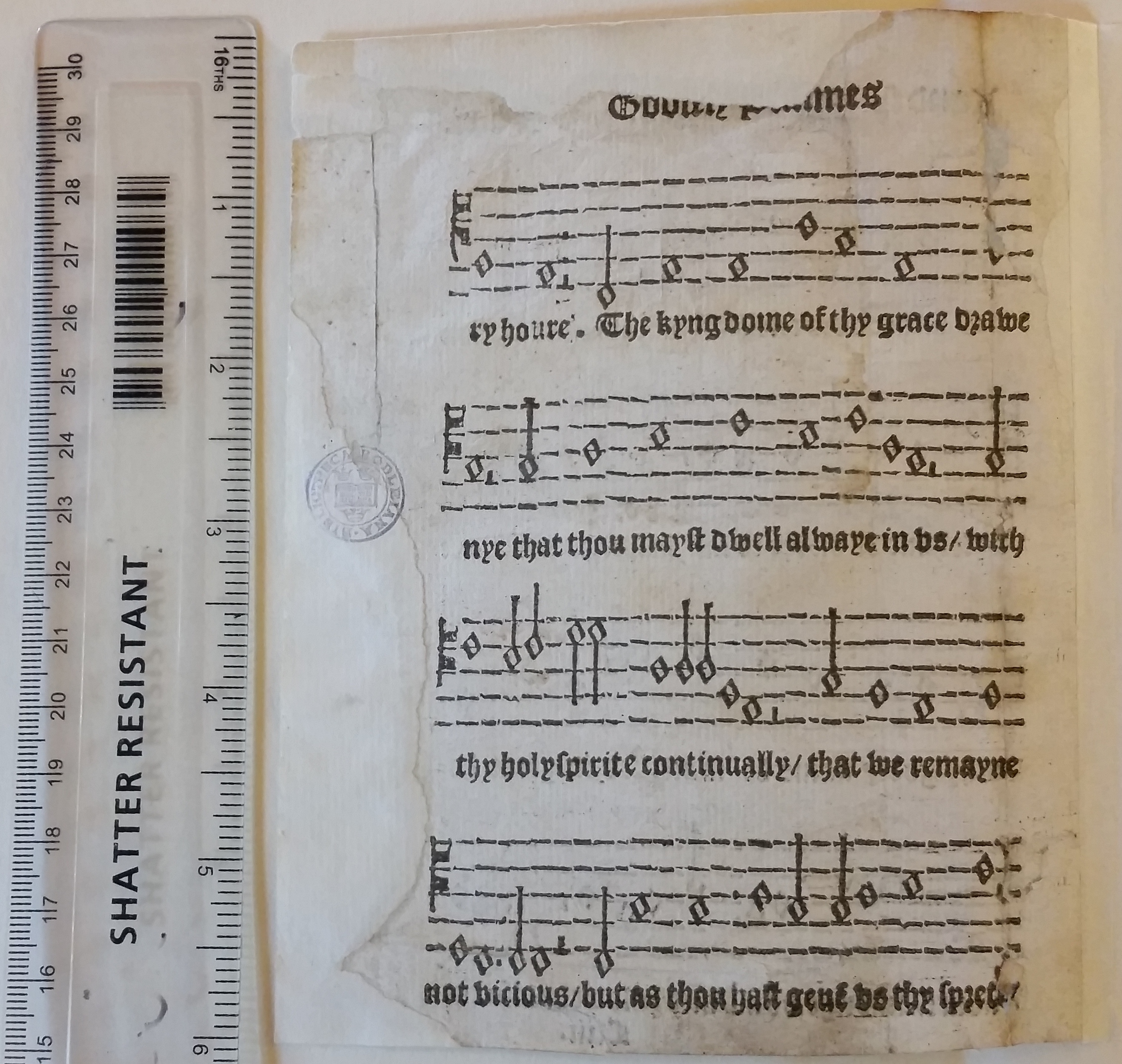
Fragment von Miles Coverdales Gesangbuch in der Bodleian Library, Oxford

Coverdale studierte Philosophie und Theologie an der Universität Cambridge. Nach seinem Studium trat er in den Augustinerorden in Cambridge ein. Dort lernte er Robert Barnes (1495–1540) kennen und wurde mit den Schriften und Lehren von Martin Luther bekannt gemacht. 1526 wurde Barnes der Ketzerei angeklagt, zwei Jahre später trat Coverdale aus dem Kloster aus und schloss sich der protestantischen Reformation in England an. Später floh er über Hamburg nach Antwerpen, wo er die Übersetzung der Bibel ins Englische von William Tyndale vervollständigte und druckte. Es war die erste Übersetzung der Lateinischen Bibel (Vulgata) ins Englische, nachdem John Wycliff frühere Übersetzungen zusammengetragen und überarbeitet hatte. In der Erstausgabe seiner Vervollständigung wurde der Name Tyndales, der das Neue und Teile des Alten Testaments übersetzt hatte, nicht erwähnt, weil die Übersetzung von König Heinrich VIII. nicht anerkannt worden wäre. Gleichzeitig arbeitete er um 1535 an seinen Goostly Psalmes and Spirituall Songes, einer Sammlung von Chorälen, die weitgehend aus deutschen Choralbüchern übersetzt waren, darunter viele Lutherlieder wie Ein feste Burg.
Im Jahr 1548 kehrte er nach England zurück und wurde am englischen Hof eingeführt. 1551 wurde er von König Eduard VI. zum Bischof von Exeter ernannt. 1553 wurde Coverdale aller seiner Ämter enthoben und eingekerkert; nach seiner Entlassung ging er ins Ausland. Nach der Thronbesteigung von Königin Elisabeth I. kehrte er zum zweiten Mal nach England zurück, wo er bis zu seinem Tod Rektor an der St.-Magnus-Kirche in London war.
Coverdale lebte während seiner Emigrationen 1543–1548 und 1553–1558 in Bergzabern und wirkte hier als Pfarrer, Superintendent und Lehrer.